# Pétronille de Bigorre
Pétronille de Comminges ou Pétronille de Bigorre (vers 1184 † 1251) est une vicomtesse de Marsan et une comtesse de Bigorre de 1194 à 1251. Elle était fille de Bernard IV, comte de Comminges, et de Béatrix III, comtesse de Bigorre.  Elle est l'ancêtre au treizième degré du roi de France Henri IV.

## Biographie
Elle passe son enfance à Muret, mais en 1192, sa mère est répudiée par son père qui exile la mère et la fille en Bigorre, tout en conservant le comté de Bigorre. Mais Alphonse II, roi d’Aragon, le suzerain du comté, n’accepte pas que Bernard conserve la Bigorre et l’oblige à abdiquer en faveur de sa fille. Alphonse fiance ensuite Pétronille à Gaston VI, vicomte de Béarn, malgré leur parenté. Pétronille, encore jeune, est éduquée à la cour d’Aragon, et épouse Gaston en 1196. Le 11 avril 1198, elle fait donation complète du château de Marsan à son petit-cousin, un certain Arnaut-Guilhem de Marsan, sans doute le fils du troubadour Arnaut-Guilhem de Marsan. Elle s’installe dans le Béarn; son absence dans les documents bigourdans de cette époque semble montrer que Gaston devait la tenir à l’écart de la vie politique de son comté. Gaston meurt en 1214, et le roi d’Aragon la remarie à un de ses cousins germains, Nuno Sanchez d’Aragon, comte de Roussillon et de Cerdagne. 
Mais, après la mort du roi Pierre II à la bataille de Muret, l’homme fort de la région est Simon IV de Montfort, le chef de la croisade des Albigeois, qui fait annuler le mariage pour donner Pétronille à son fils cadet Guy. Ce dernier participe à plusieurs faits d’armes de la croisade, est blessé par son beau-père au siège de Toulouse, et est tué au siège de Castelnaudary en 1220.
Amaury de Montfort, fils de Simon et frère aîné de Guy, marie alors sa belle-sœur à un chevalier croisé, Aymeri de Rançon, mais ce dernier est tué au siège d’Avignon en 1226.
Avec son cinquième mari, Boson de Matha, Pétronille revient dans la Bigorre. Son mari l’aide à se maintenir face aux barons languedociens qui lui reprochent d’avoir fait partie du clan des Montfort. Boson, en outre assainit la vallée de Vic, rançonnée par des brigands. Il meurt en 1247, et Pétronille en 1251, laissant la Bigorre à sa fille Alix de Montfort et la vicomté de Marsan à son autre fille Mathe de Matha.

## Mariages et enfants
Elle épouse en premières noces en 1196 Gaston VI († 1214), vicomte de Béarn, mais le mariage reste sans postérité.
Veuve, elle se remarie en 1215 avec Nuno Sanche (1185 † 1242), seigneur de Roussillon et de Cerdagne. Peu après, Simon IV de Montfort fait annuler le mariage.
Celui-ci lui fait épouser en 1216 son fils cadet Guy de Montfort († 1220). De ce mariage naissent :
- Alix de Montfort († 1255), comtesse de Bigorre, mariée à Jourdain Eschivat de Chabanais, puis à Raoul de Courtenay, seigneur de Champigneulles ;
- Pétronille de Montfort, mariée à Raoul de la Roche-Tesson.

À nouveau veuve, elle se remarie en quatrièmes noces en 1221 avec Aymeri de Rançon († 1226), un des compagnons d'armes de son beau-frère Amaury VI de Montfort.
Enfin, elle épouse en 1228 Boson de Matha († 1247), seigneur de Cognac. De ce mariage naît :
- Mathe de Matha († 1273), vicomtesse de Marsan, mariée à Gaston VII de Béarn, vicomte de Béarn.